# كربونات الحديد الثنائي
كربونات الحديد الثنائي هو مركب لاعضوي صيغته الكيميائية FeCO3، ويوجد على هيئة مسحوق أبيض.

## التحضير
يمكن أن يحضّر المركب من تفاعل كلوريد الحديد الثنائي مع كربونات الصوديوم:
{\displaystyle \mathrm {FeCl_{2}+\;Na_{2}CO_{3}\longrightarrow 2NaCl+FeCO_{3}} }

## الخواص
يوجد المركب في الشروط القياسية على هيئة مسحوق أبيض اللون، وهو يتفكك عند درجات حرارة تتجاوز 300 °س.
{\displaystyle \mathrm {FeCO_{3}\longrightarrow FeO+CO_{2}} }

## الاستخدامات
يضاف كربونات الحديد الثنائي إلى العلف؛ بالإضافة إلى استخدامه مثبطاً للهب.